# Maggie
Maggie (bra: Contágio - Epidemia Mortal; prt: Maggie) é um filme suíço-estadunidense de 2015, dos gêneros drama e suspense, realizado por Henry Hobson, com roteiro de John Scott III.

## Sinopse
Uma epidemia global transforma uma parte da população em zumbi. Wade Vogel recupera o hospital para salvar sua filha Maggie, uma adolescente infectada.[carece de fontes?]

## Elenco
- Arnold Schwarzenegger como Wade Vogel
- Abigail Breslin como Maggie Vogel
- Joely Richardson como Caroline Vogel
- Douglas M. Griffin como Ray
- J.D. Evermore como Holt
- Rachel Whitman Groves como Bonnie
- Jodie Moore como Dr. Vern Kaplan
- Bryce Romero como Trent
- Raeden Greer como Allie
- Aiden Flowers como Bobby Vogel
- Carsen Flowers como Molly Vogel